# 至美圣玛利亚堂
至美圣玛利亚堂（Santa Maria Formosa）是一个罗马天主教教堂，位于意大利威尼斯。它建于1492年，由文艺复兴建筑师Mauro Codussi设计。它位于一座7世纪教堂的原址上，根据传统，是由奥德尔佐主教圣马诺所创建。“至美”这个名字是指圣母伪装成一个性感女人。

## 外观
该堂为拉丁十字平面，有一个中殿和两个走道。两个立面在1542年得到委托，文艺复兴风格的立面面向运河，巴洛克风格的立面则面向附近的广场。教堂的圆顶在1688年地震中坍塌后重建。

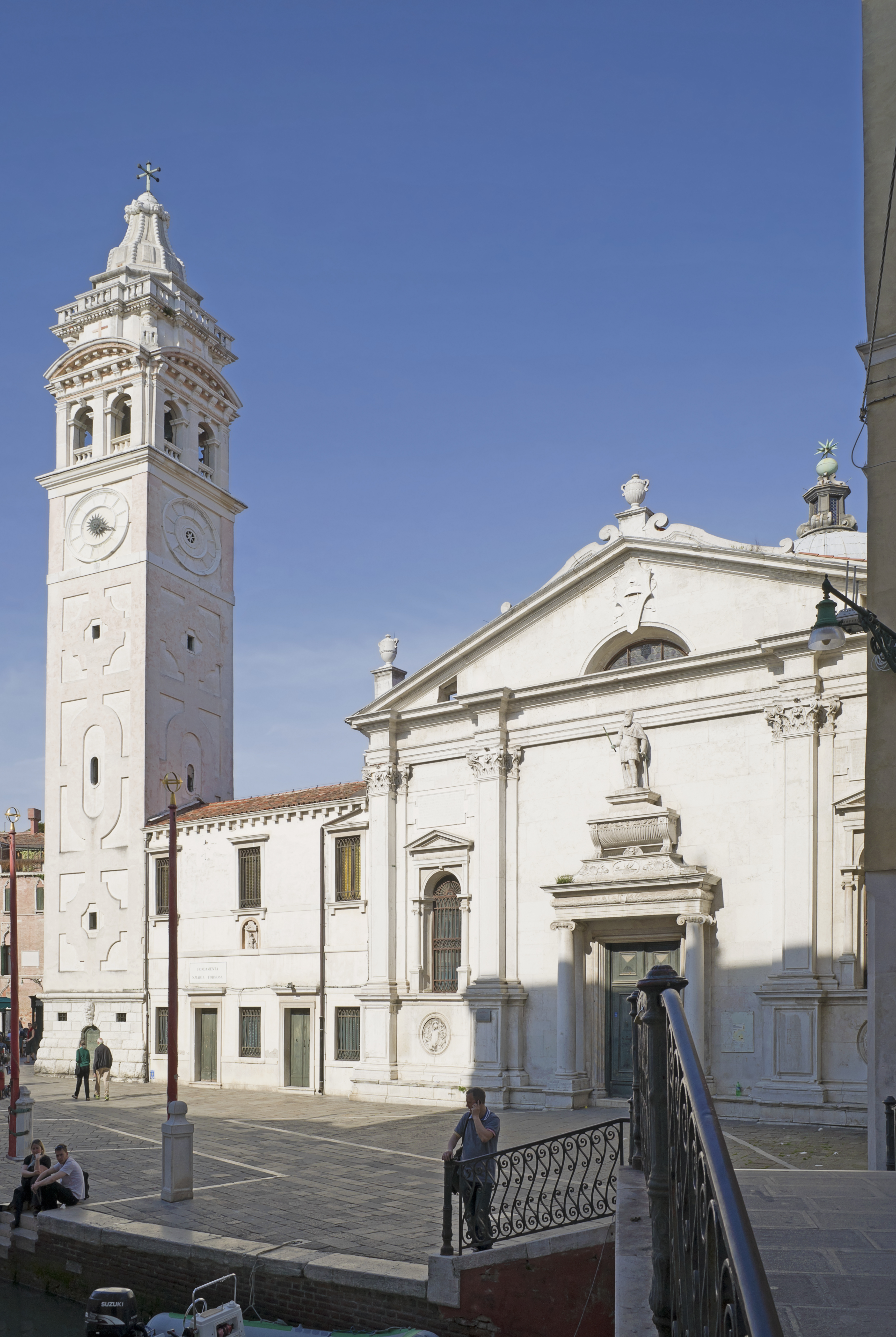
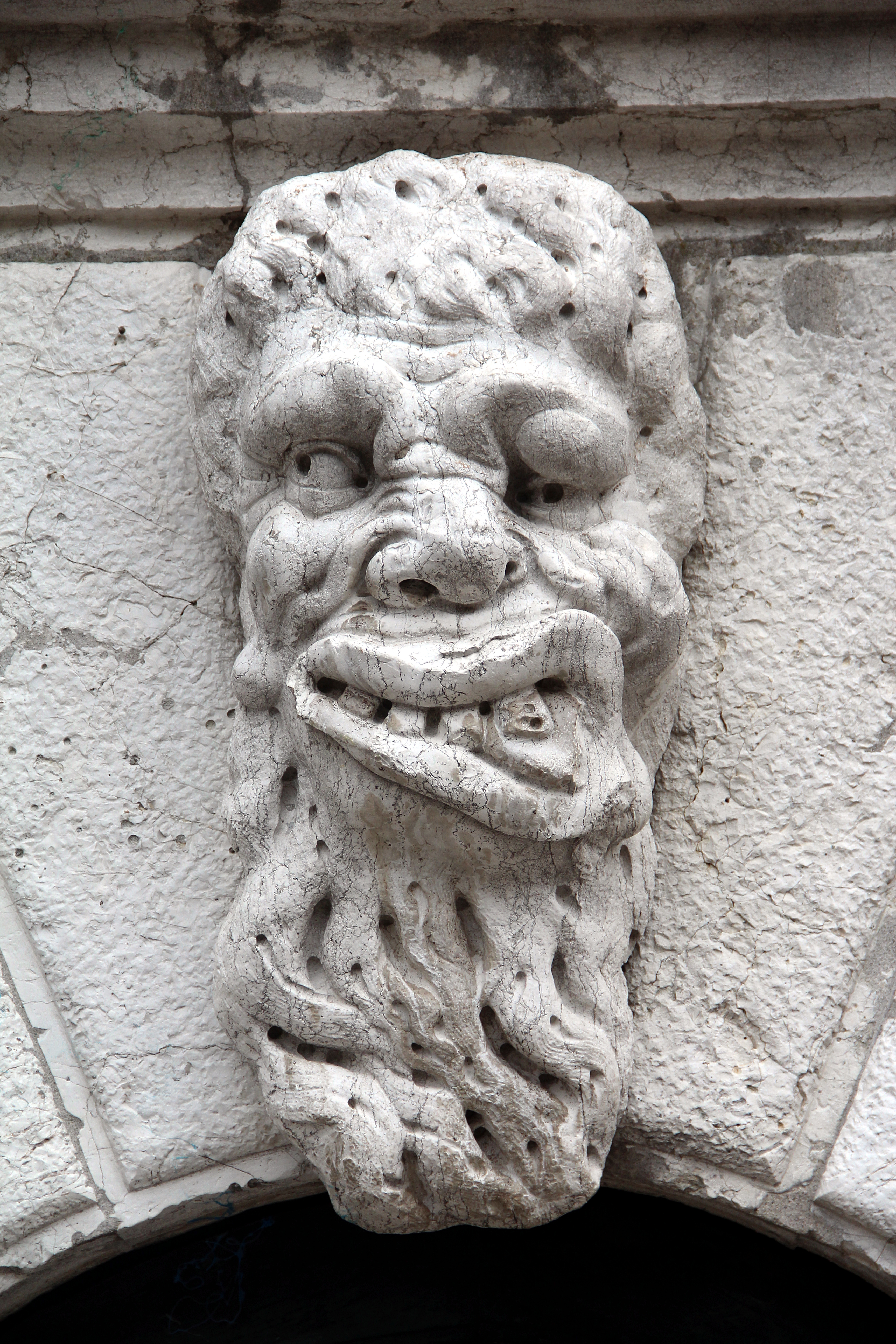
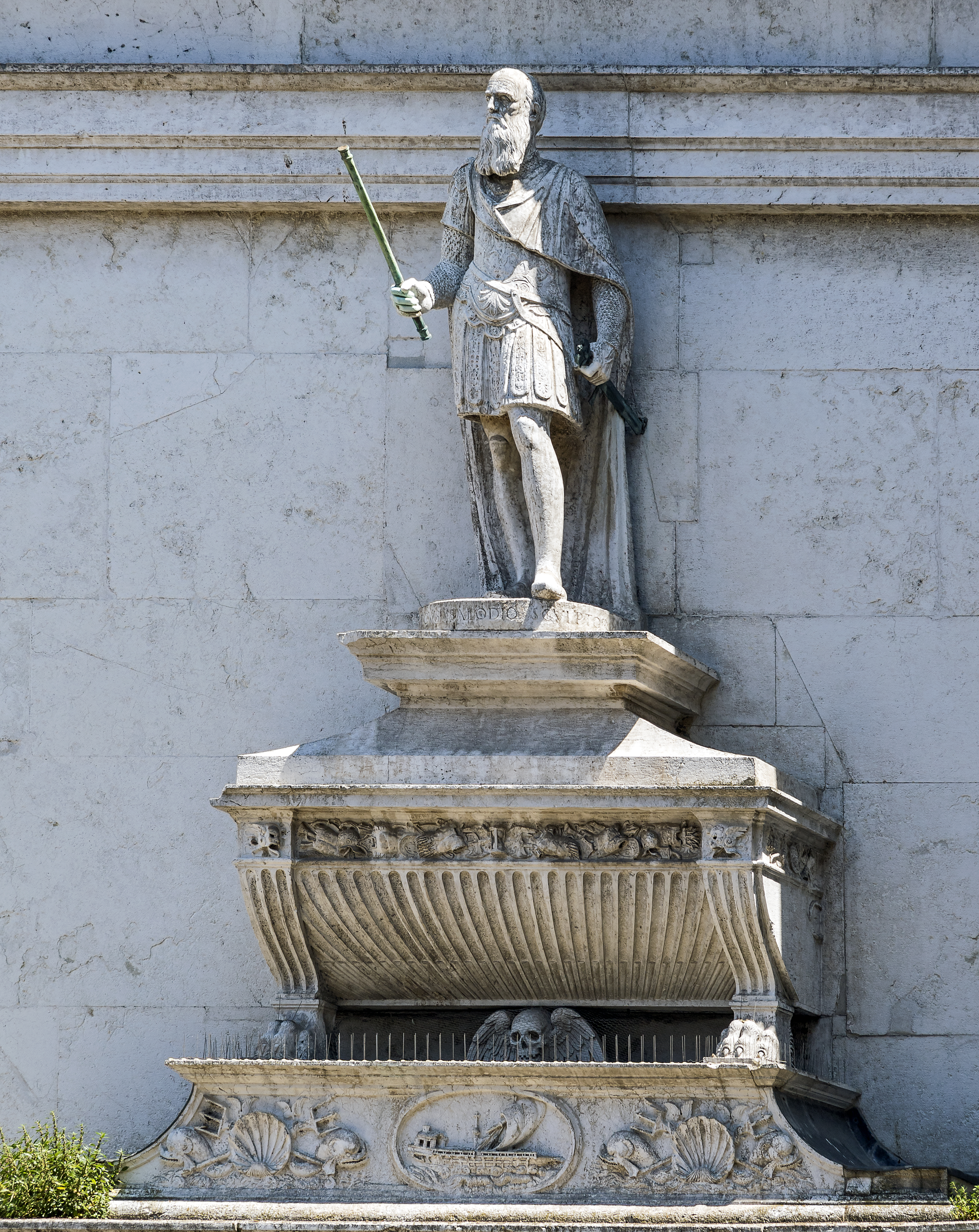

## 内部
内部的艺术品包括雅克伯·帕尔马的名作，多联画屏“圣白芭蕾”。无原罪小堂内有巴洛缪奥·比瓦里尼（Bartolomeo Vivarini）的三联画（1473）的“仁慈圣母”，而在圣堂（Oratory）是乔凡尼·巴蒂斯塔·提埃坡罗的“圣母子与圣多明我”（18世纪）。另外还有Leandro Bassano的“最后的晚餐”。

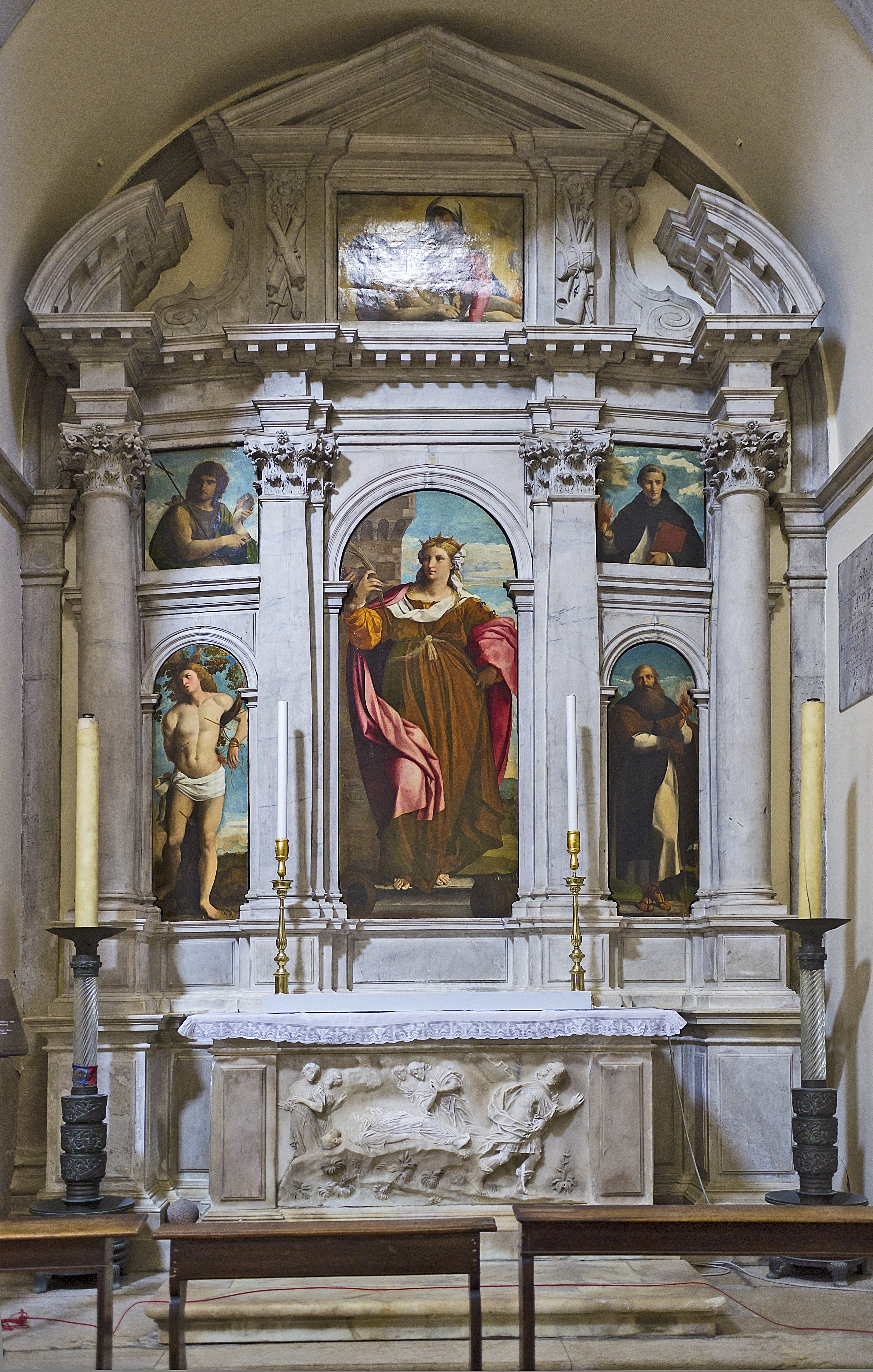
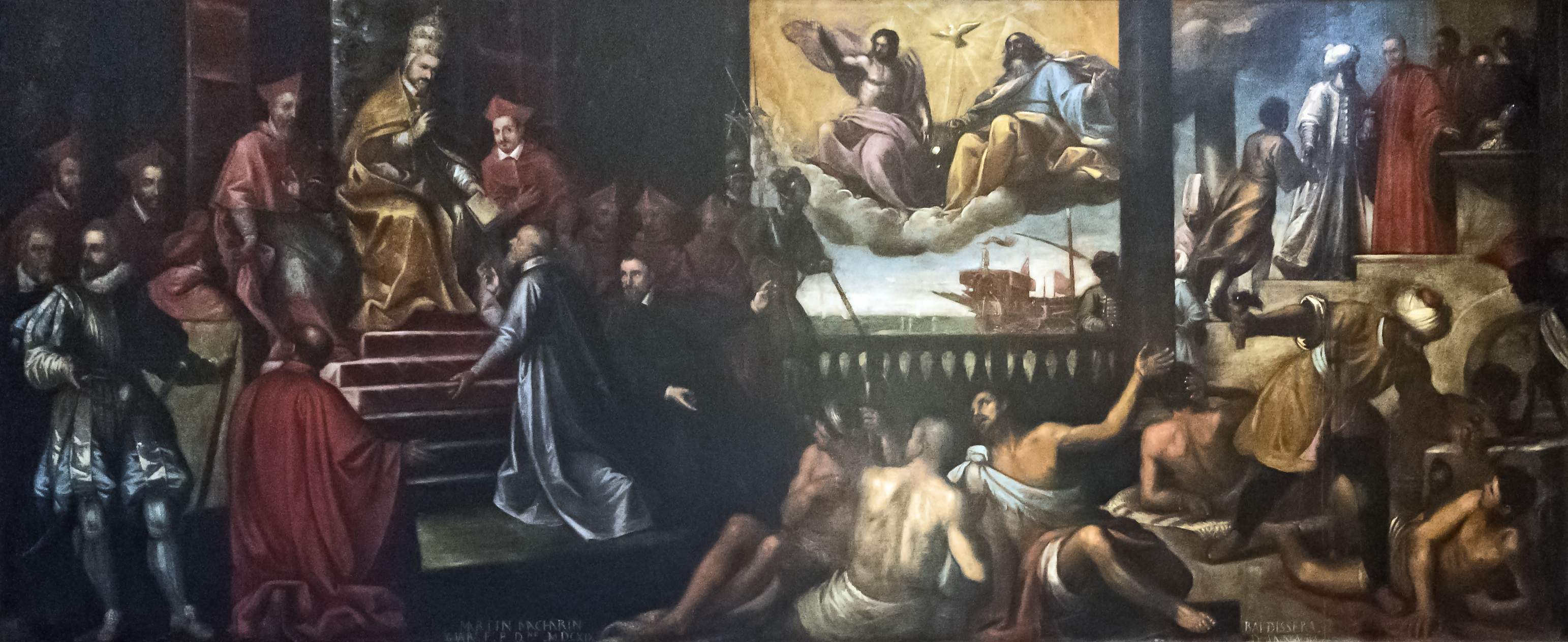